# Fanni
Fanni női név a Stefánia és a Franciska női nevek idegen nyelvi becézéséből ered. Származása: latin-olasz-angol. Más magyarázat szerint görög-szláv-német eredetű. Jelentése: virágkoszorú. Rokon neve még: Fáni.

## Névnapok
- január 2.
- január 16.
- március 9.
- október 30.

## Alakváltozatok
- Fáncsi
- Fanny

## Híres Fannik
- Fanny Ardant francia filmszínész
- Fanny Mendelssohn zongoraművész
- Faludy Fanni (sz. Kovács Fanni) Faludy György író felesége
- Forgó Fanni országos műkorcsolyabajnok
- Gyarmati Fanni, Radnóti Miklós felesége és múzsája, a Színház- és Filmművészeti Főiskola volt tanára
- Kenyeres Fanni kézilabdázó
- Kemenes Fanni jelmeztervező
- Szemerédi Fanni színésznő
- Szárneczky Fanni gitáros
- Vágó Fanny válogatott labdarúgó
- Weisz Fanni hallássérült fotómodell, szépségkirálynő, esélyegyenlőségi aktivista
- Kemese Fanni író, A napszemű Pippa Kenn
- Hozleiter Fanny, magyar író és blogger
- Pigniczki Fanni,világbajnoki bronzérmes magyar ritmikus tornász

### Az irodalomban és a filmművészetben
- Jane Austen Mansfield Park c. regényének főhőse Fanny Price
- Kármán József Fanni hagyományai című regényének főszereplője
- Bánffy Miklós Erdélyi történet c. trilógiájának egyik szereplője
- Jókai Mór Egy magyar nábob c. regényének szereplője Mayer Fanny
- Fanny és Alexander (Fanny och Alexander) (1982) svéd film, rendezte: Ingmar Bergman

## További keresztnevek
- Magyar névnapok listája dátum szerint
- Magyar névnapok listája betűrendben